# Louise Carter
Pour les articles homonymes, voir Carter.

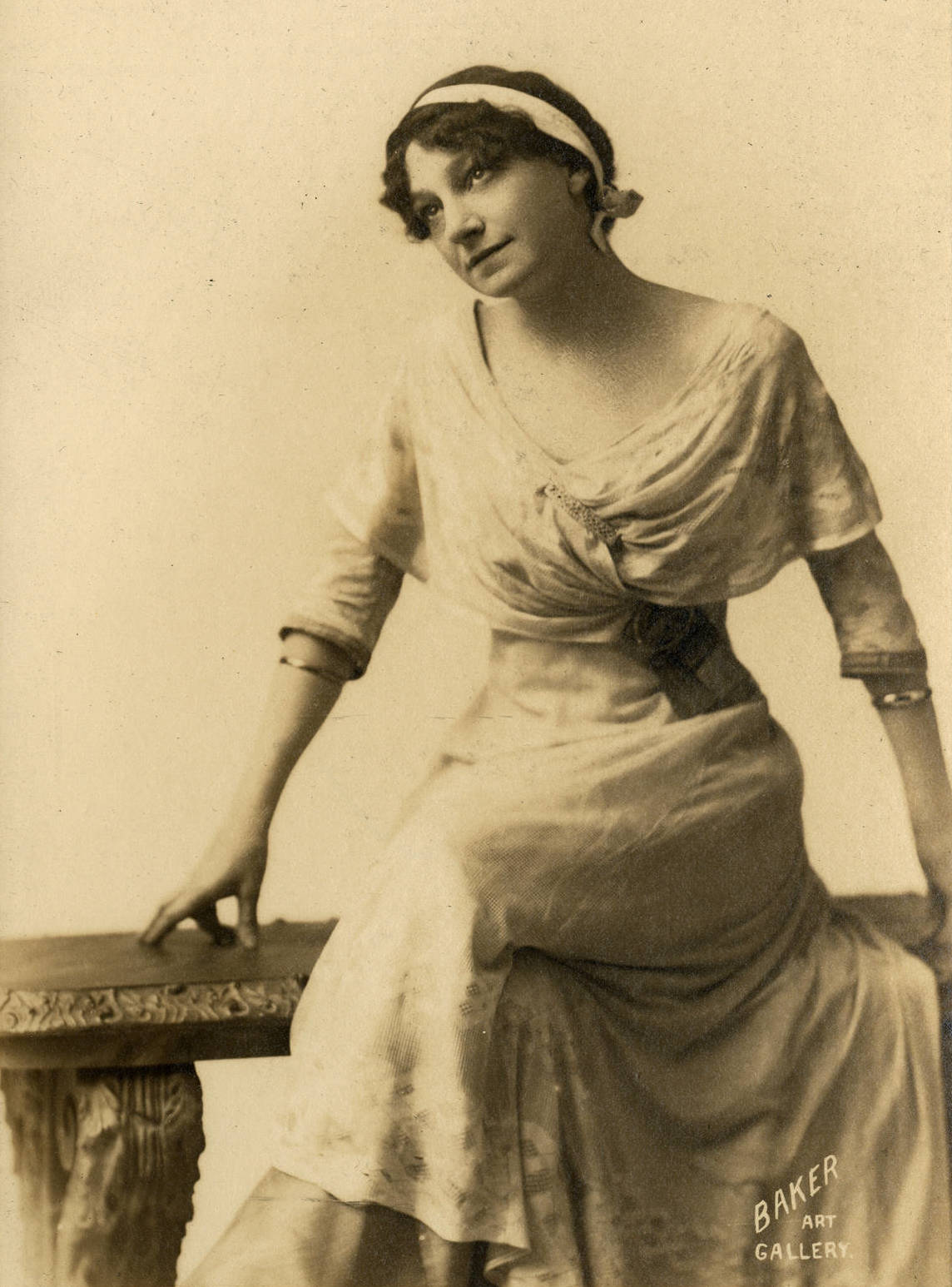
En 1911 (photo promotionnelle)

Louise Carter, née le 17 mars 1875 à Denison (Iowa) et morte le 10 novembre 1957 à Los Angeles (Californie), est une actrice américaine.

## Biographie
Louise Carter entame sa carrière au théâtre et joue notamment à Broadway (New York), où elle débute en 1908 dans la comédie musicale The Merry-Go-Round, sur une musique de Guy Edwards. Suivent huit pièces à  entre 1918 et 1930 (dont une comme dramaturge, expérience unique, en 1929).
Au cinéma, elle contribue à six films muets sortis de 1924 à 1926, le premier étant The Truth About Women (en) de Burton L. King (avec Lowell Sherman et David Powell).
Après le passage au parlant, elle apparaît dans quarante-deux autres films américains, les treize premiers sortis en 1932, dont L'Homme que j'ai tué d'Ernst Lubitsch (avec Lionel Barrymore et Nancy Carroll). Ultérieurement, mentionnons Deux Femmes de John Ford (1933, avec Henrietta Crosman et Marian Nixon), Beloved de Victor Schertzinger (1934, avec John Boles et Gloria Stuart) et Le Dernier Train de Madrid de James Patrick Hogan (1937, avec Dorothy Lamour et Lew Ayres).
Son dernier film est Brother Orchid de Frank Lloyd (1940, avec Edward G. Robinson et Humphrey Bogart), après lequel elle se retire.
Louise Carter meurt à Los Angeles en 1957, à 82 ans.

## Théâtre à Broadway (intégrale)
(pièces, comme actrice, sauf mention contraire)
- 1908 : The Merry-Go-Round, comédie musicale, musique de Guy Edwards, lyrics de Paul West, livret d'Edgar Smith, mise en scène de George F. Marion : Samantha Spavin
- 1918-1919 : Difference in Gods de Butler Davenport
- 1925 : Clouds d'Helen Broun : Ma Adams
- 1927 : Ballyhoo de Kate Horton, mise en scène de Richard Boleslawski : Muriel Benedict
- 1927 : He Loved the Ladies d'Herbert Hall Winslow : Margaret Jellicoe
- 1928 : So Am I de C. M. Selling, mise en scène de Marion Gering : Paolina/Peppina
- 1928-1929 : Skidding d'Aurania Rouverol, mise en scène de Marion Gering : Tante Milly
- 1929 : Bedfellows (comme auteur)
- 1930 : Dora Mobridge d'Adeline Leitzbach : rôle-titre

## Filmographie partielle
- 1924 : The Truth About Women (en) de Burton L. King : Mme Bronson
- 1925 : The Lost Chord (en) de Wilfred Noy : Phyllis
- 1926 : In Borrowed Plumes (en) de Victor Halperin : Clara Raymond
- 1932 : L'Homme que j'ai tué (Broken Lullaby) d'Ernst Lubitsch : Frau Holderlin
- 1932 : Révolte à Sing Sing (The Last Mile) de Samuel Bischoff : Mme Walters
- 1932 : Week-End Marriage de Thornton Freeland : Mme Davis
- 1932 : Madame Butterfly de Marion Gering : Suzuki
- 1932 : Je suis un évadé (I Am a Fugitive from a Chain Gang) de Mervyn LeRoy : Mme Allen
- 1933 : La Main de singe (The Monkey's Paw) de Wesley Ruggles et Ernest B. Schoedsack : Mme White
- 1933 : Deux Femmes (Pilgrimage) de John Ford : Mme Rogers
- 1933 : Jennie Gerhardt de Marion Gering : Mme Gerhardt
- 1933 : La Loi de Lynch (This Day and Age) de Cecil B. DeMille : Grace Smith
- 1933 : Doctor Bull de John Ford : Mme Ely
- 1934 : Dollars et Whisky (You're Telling Me!) d'Erle C. Kenton : Mme Bessie Bisbee
- 1934 : Beloved de Victor Schertzinger : Mme Tarrant
- 1935 : The Mystery of Edwin Drood de Stuart Walker : Mme Crisparkle
- 1935 : Paddy O'Day de Lewis Seiler : Tante Jane
- 1936 : Rose of the Rancho (en) de Marion Gering : Guadalupe
- 1937 : Le Dernier Train de Madrid (The Last Train from Madrid) de James Patrick Hogan : Rosa Delgado
- 1937 : Ange (Angel) d'Ernst Lubitsch : la vieille fleuriste
- 1939 : Inside Story (en) de Ricardo Cortez : Dora
- 1939 : Nancy Drew et l'escalier secret (Nancy Drew and the Hidden Staircase) de William Clemens
- 1939 : Autant en emporte le vent (Gone with the Wind) de Victor Fleming, George Cukor et Sam Wood : l'épouse du chef de fanfare
- 1940 : L'Étrange Aventure (Brother Orchid) de Lloyd Bacon : la vieille femme de ménage